# Mithat Yaşar
Mithat Yaşar (* 27. Juli 1986 in Turgutlu) ist ein türkischer Fußballspieler in Diensten von Göztepe Izmir.

## Karriere

### Verein
Yaşar begann mit dem Vereinsfußball in seiner Heimatstadt in der Jugend von 7 Eylül İdman Yurdu. Hier wurden Talentjäger von Beşiktaş Istanbul und Fenerbahçe Istanbul auf ihn aufmerksam und versuchten ihn abzuwerben. Nachdem die Anwerbeversuche Beşiktaş' erfolglos geblieben waren, wechselte Yaşar zum Sommer 2000 in die Jugend von Fenerbahçe. Hier erhielt er im Sommer 2002 einen Profivertrag, spielte aber weitere drei Jahre ausschließlich für die Reservemannschaft. Um ihm Spielpraxis in einer Profiliga zu ermöglichen, verlieh man ihn im Sommer 2005 an Mardinspor. Hier blieb er nur die Hinrunde und verbrachte dann die Rückrunde als Leihspieler bei Siirtspor. Ab Sommer 2006 spielte er der Reihe nach für jeweils eine Spielzeit bei Tarsus İdman Yurdu und Giresunspor.
Zum Sommer 2008 verließ er Fenerbahçe und wechselte zum Zweitligisten Diyarbakırspor. Mit dieser Mannschaft erreichte er zum Saisonende die Vizemeisterschaft der TFF 1. Lig und damit den Aufstieg in die Süper Lig. Trotz dieses Erfolges verließ er zum Saisonende diesen Verein und zog zu Çaykur Rizespor weiter. Nach zwei Spielzeiten bei Rizespor heuerte er bei Gaziantep Büyükşehir Belediyespor an. Hier löste er bereits nach einer Saison seinen Vertrag auf und wechselte zum Ligakonkurrenten Göztepe Izmir.

### Nationalmannschaft
Yaşar durchlief von der türkischen U-15 bis zur U-18 alle Jugendnationalmannschaften der Türkei.

## Erfolge
- Diyarbakırspor:
  - Vizemeister der TFF 1. Lig (1): 2008/09
  - Aufstieg in die Süper Lig (1): 2008/09